# Dogna
Dogna (friuli nyelven: Dogne, szlovénül: Dunja) település Olaszországban, Friuli-Venezia Giulia régióban, Udine megyében. Lakosainak száma 151 fő (2023. január 1.). Dogna Chiusaforte, Malborghetto-Valbruna, Moggio Udinese és Pontebba községekkel határos.

## Népesség
A település népességének változása:
| Lakosok száma | 174  | 168  | 151  |
|               | 2017 | 2018 | 2023 |